# Peter Koßmann
Peter Koßmann (* 19. August 1941 in Freiburg im Breisgau; † 26. Januar 2023 auf Mallorca) war ein deutscher Fußballspieler und -trainer.

## Spielerlaufbahn
Der zuvor für den Freiburger FC aktive Abwehrspieler Koßmann spielte mindestens seit 1962 und somit bereits in der Oberliga für den Karlsruher SC. Er kam aber in der Oberliga Süd zu keinem Einsatz. In der Bundesliga – er besuchte zu dieser Zeit noch morgens an der Uni Karlsruhe die Vorlesungen im Fach Nachrichtentechnik, nachmittags trainierte er dafür, in der neuen Bundesliga seinen Mann zu stehen – bestritt er sein erstes Ligaspiel für die Karlsruher, indem er am 3. Spieltag bei der 0:4-Heimniederlage gegen den Hamburger SV sein Bundesligadebüt mit einem Startelfeinsatz feierte. In der Bundesliga-Chronik 1963/64 wird dazu festgehalten: „Das 4:0 in der 53. Minute resultierte aus einem Fehler des jungen Verteidigers Koßmann, der bei einem unnötigen Dribbling den Ball an Dörfel verlor, dessen Querpass Giesemann nur noch ins leere Tor schieben brauchte.“ Der von Koßmann nicht zu haltende Flügelstürmer Gert Dörfel spielte eine überragende Runde und war nicht nur Koßmann überlegen und erzielte als Linksaußen 15 Tore in der Debütrunde der Bundesliga. Beim 4:2-Heimerfolg am 9. November 1963 gegen Preußen Münster wurde ihm dagegen eine starke Leistung attestiert; er schaltete Preußen-Flügelmann Hermann Lulka völlig aus, der „bei Koßmann meist auf Granit biss“. Die Saison, in der er mit insgesamt 24 absolvierten Partien nach Josef Marx und Gustav Witlatschil die meisten Einsätze in seiner Mannschaft vorweisen konnte, endete für die von Kurt Sommerlatt trainierten Badener als Tabellen-13., womit der Abstieg noch knapp vermieden wurde. In der Folgesaison, in der er in 26 weiteren Bundesligaspielen auf dem Platz stand, ließ Koßmann mit den Karlsruhern nur den FC Schalke 04 hinter sich. Den Gang in die Zweite Bundesliga verhinderte lediglich die Aufstockung der Bundesliga um zwei weitere Mannschaften zur Folgesaison. In der nun anschließenden Spielzeit 1965/66 setzen seine Trainer Helmut Schneider und Werner Roth vorwiegend auf andere Spieler. Am 5. März 1966, bei einer 0:3-Auswärtsniederlage beim 1. FC Nürnberg, brach er sich kurz vor dem Halbzeitpfiff das Schienbein und fiel für längere Zeit aus. Nur noch in acht Partien kam er in Reihen des dem Abstieg erneut nur knapp entgangenen KSC zum Zug. Seine Einsatzbilanz mit neun absolvierten Bundesligapartien gestaltete sich auch 1966/67 nicht besser. Immerhin erzielte er am letzten Spieltag beim 3:1-Auswärtssieg auf Schalke seinen ersten und einzigen Bundesligatreffer. Seine nun folgende, letzte Bundesligasaison hielt mit Georg Gawliczek und später Berni Termath zwei neue Trainer für ihn bereit. Zum Abstieg als Tabellenletzter am Saisonende trug er jedoch nur noch mit einem Einsatz in der Partie zum Saisonauftakt gegen den 1. FC Nürnberg bei. Nach insgesamt 68 Bundesligapartien (ein Tor) endete somit seine Laufbahn als Bundesligaspieler. Als weitere Stationen werden für ihn der 1. FC Saarbrücken in der Saison 1971/72, sowie die SpVgg 1910 Andernach und die Eisbachtaler Sportfreunde 1919 geführt.
Ein Trainingsunfall, bei dem er sich einen Kreuzbandriss zuzog, beendete seine aktive Karriere. Koßmann verstarb am 26. Januar 2023 im Alter von 81 Jahren auf Mallorca, wo er auch seinen Lebensabend verbracht hatte. Von einem Schlaganfall, den er vor wenigen Jahren erlitten hatte, hatte er sich nie vollständig erholt.
Sein Vater Eugen Koßmann war ein erfolgreicher Angreifer beim Freiburger FC in der ehemaligen Gauliga Baden.

## Trainertätigkeit
Koßmann trainierte nach dem Ende der Spielerkarriere diverse Amateurvereine der Karlsruher Region, darunter auch den FC Neureut. Ab März 1979 trainierte er in der Amateur-Oberliga Baden-Württemberg den SV 08 Kuppenheim.